# Déformation (géologie)
Pour les articles homonymes, voir Déformation.
En géologie structurale, la déformation est un terme générique qui décrit les changements de forme, d'orientation ou de position d'un corps (roche, portion de la croûte terrestre) soumis à des contraintes. Lorsque ce corps est une roche, la déformation concerne essentiellement la transformation géométrique qui affecte l'aspect, la texture ou les propriétés de cette roche.

## Composantes
- Translation
- Rotation

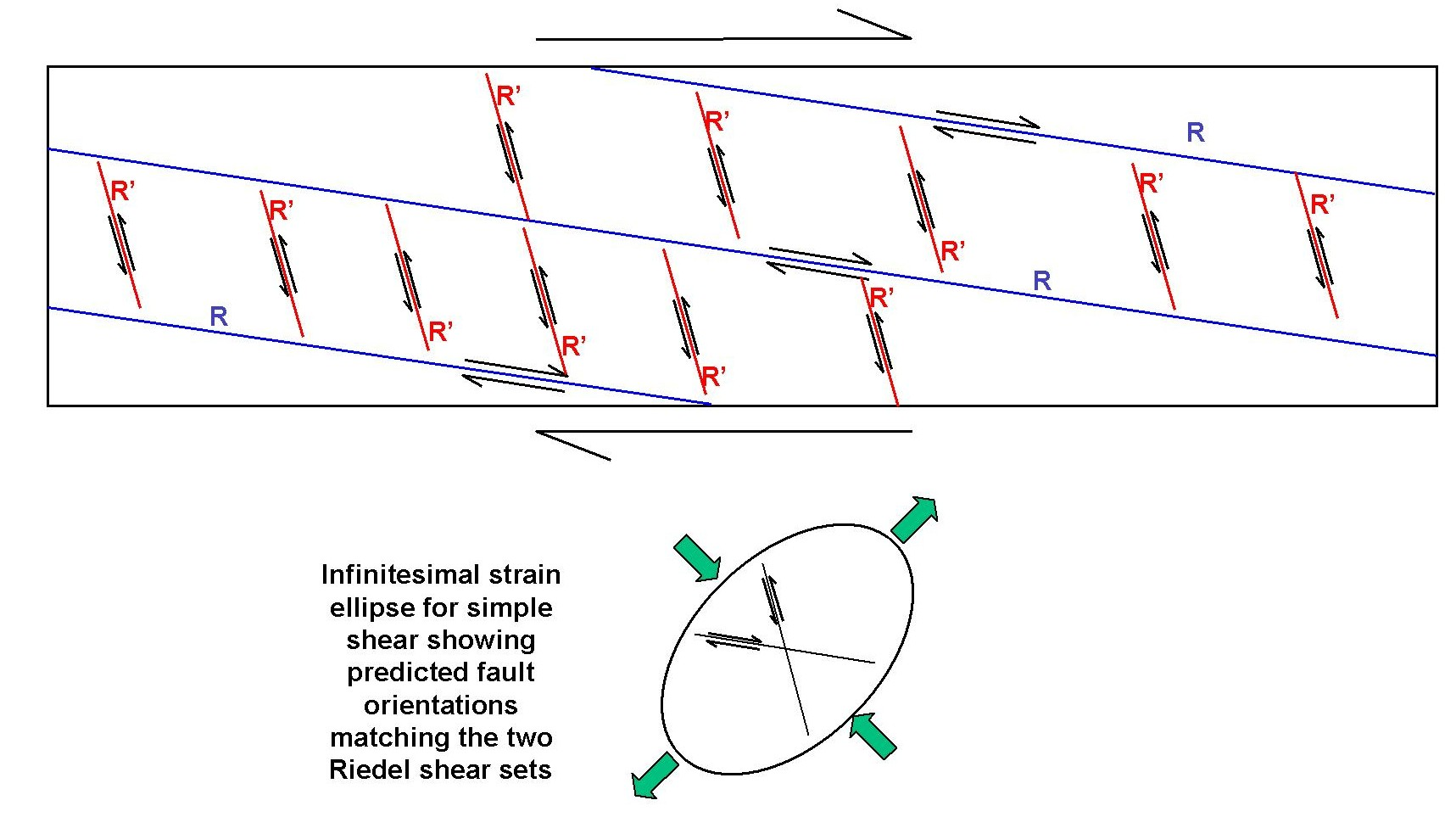
Ellipsoïde de déformation

- Distorsion (déformation interne linéaire, cisaillante ou angulaire)
- Changement de volume

## Taux de déformation
Le taux de déformation est mesuré par la vitesse de déformation qui est la dérivée par rapport au temps de la déformation ε ; on la note donc {\displaystyle {\dot {\varepsilon }}} :
{\displaystyle {\dot {\varepsilon }}={\frac {\partial \varepsilon }{\partial t}}.}

## Types de déformation
La déformation peut être : 
- continue (variation progressive de la transformation) ou discontinue
- homogène (lignes initialement parallèles le restant après la déformation) ou hétérogène (cas le plus fréquent)
- finie (concerne la forme de l'objet final) ou incrémentale

## Modes de déformation

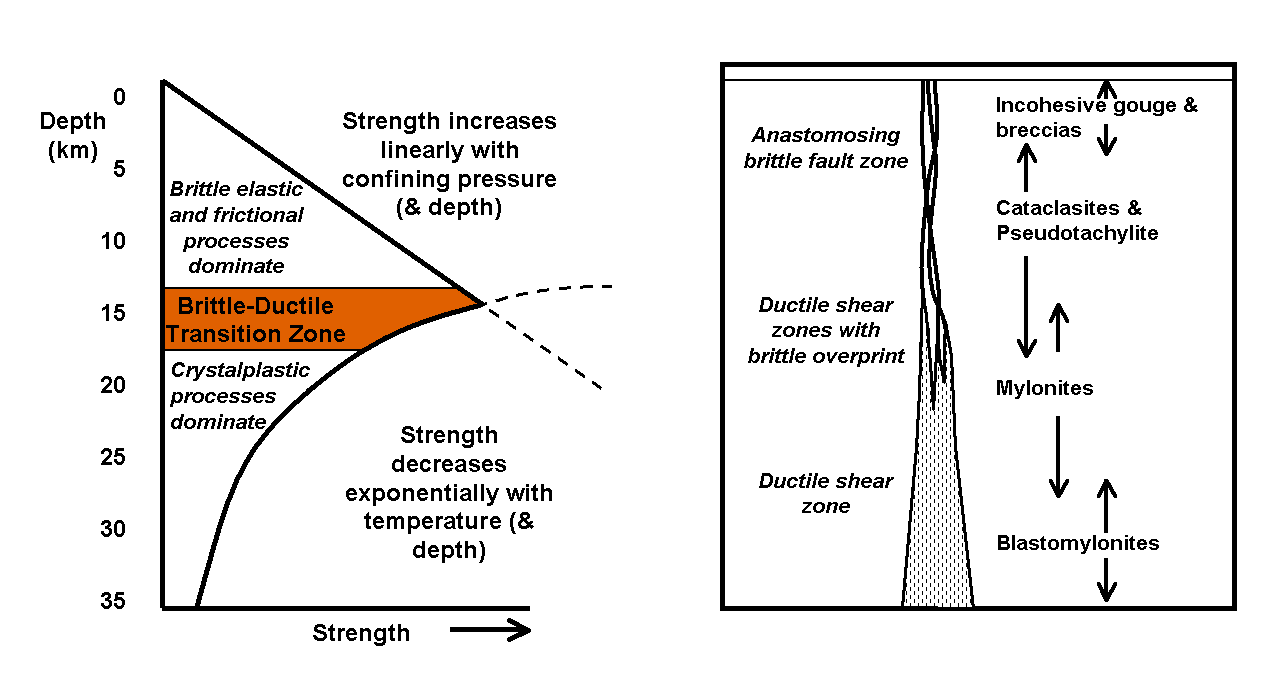
Zone de transition cassant-ductile.

La déformation peut se traduire de manière : 
- élastique (déformation instantanée et réversible)
- plastique (déformation non instantanée et généralement irréversible)

La déformation sans ou avec cassure caractérise la roche ductile ou cataclastique (en) dont le comportement est décrit par la zone de transition cassant-ductile (en).

## Exemples
Les plis sont des exemples de déformation continue hétérogène. Les failles sont des exemples de déformation discontinue tandis que les microfractures s'interconnectant peuvent former une déformation continue de type fluage.